# Salcia (Mehedinți)
Pour les articles homonymes, voir Salcia.
Salcia est une commune roumaine du județ de Mehedinți, dans la région historique de l'Olténie et dans la région de développement du Sud-Ouest.

## Géographie
La commune, composée du seul village de Salcia est située dans l'extrême sud-est du județ, à la limite avec le județ de Dolj, dans la plaine d'Olténie (Câmpia oltenie), sur la rive gauche du Danube, face à la Bulgarie.

## Histoire
La commune a fait partie du royaume de Roumanie dès sa création en 1878.

## Religions
En 2002, 99,94 % de la population étaient de religion orthodoxe.

## Démographie
En 2002, les Roumains représentaient 99,44 % de la population totale. La commune comptait alors 1 216 ménages.
| 1992  | 2002  | 2007  |
| ----- | ----- | ----- |
| 3 876 | 3 442 | 3 213 |

## Économie
L'économie de la commune repose sur l'agriculture, l'élevage et la pisciculture.